# Robbie Collin
Robbie Collin là một nhà phê bình phim người Anh. Collin học mỹ học và triết học điện ảnh tại Đại học St Andrews, Scotland. Anh đã tham gia biên tập The Saint – tờ báo dành cho sinh viên của trường đại học này. Từ năm 2007 đến năm 2011, anh đảm nhiệm chuyên mục điện ảnh hàng tuần cho News of the World cho đến khi tờ báo này ngừng hoạt động. Năm đó, anh lọt vào danh sách Nhà phê bình của năm tại Giải thưởng Báo chí Anh và tiếp tục lọt vào danh sách rút gọn của giải này vào năm 2017. Từ năm 2011, Collin giữ vị trí trưởng phòng phê bình phim của The Daily Telegraph.
Anh đã xuất hiện trên chương trình Vue Film Show của kênh Channel 4, do Edith Bowman dẫn chương trình, và đóng góp cho Arts Show with Claudia Winkleman của BBC Radio 2. Tháng 8 năm 2013, anh là khách mời dẫn chương trình cho Film... của đài BBC Radio 4. Anh cũng là khách mời của Kermode and Mayo's Film Review, cùng với Edith Bowman, Sanjeev Bhaskar và Ben Bailey Smith. Năm 2018, Collin đã tổng hợp danh sách 100 bộ phim hay nhất mọi thời đại cho Telegraph, trong đó Singin' in the Rain là tác phẩm đứng đầu.